# Scytonema
Scytonema C.Agardh ex Bornet & Flahault, 1886 è un genere di cianobatteri appartenente all'ordine Nostocales.

## Descrizione
Cresce in filamenti che formano tappeti scuri. Molte specie sono acquatiche ed in questo caso possono essere o liberamente galleggianti o vivere attaccati ad un substrato sommerso, mentre altre specie crescono sulle rocce terrestri, legno, suolo, o piante. Gli Scytonema sono fissatori di azoto, e possono fornire azoto fissato alle foglie delle piante su cui crescono. Alcune specie di scytonema formano un rapporto simbiotico con i funghi formando licheni. Si trovano anche nelle acque termali, e nei loro filamenti sono talvolta presenti dei pleurococchi.

## Tassonomia
Sono state descritte le seguenti specie:
- Scytonema consociatum C.-C.Jao, 1944
- Scytonema drilosiphon Elenkin & V.Polyanski, 1922
- Scytonema endolithicum Ercegovic, 1932
- Scytonema guyanense Bornet & Flahault, 1888
- Scytonema incrassatum C.-C.Jao, 1944
- Scytonema julianum Meneghini, 1841
- Scytonema kwangsiense C.-C.Jao
- Scytonema mirabile Bornet, 1889
- Scytonema ocellatum Bornet & Flahault, 1886
- Scytonema orientale C.-C.Jao, 1944
- Scytonema schmidlei J.B.De Toni, 1936
- Scytonema seagriefianum Welsh, 1965
- Scytonema sinense C.-C.Jao, 1939
- Scytonema subcoactile C.-C.Jao, 1940
- Scytonema velutinum (Kützing) Rabenhorst, 1865